# Steven Knight
Steven Knight (Marlborough, 1959) is een Brits scenarioschrijver en filmregisseur.

## Biografie
Knight werd bekend als scenarioschrijver voor de film Dirty Pretty Things (2002), waarvoor hij de Edgar Award voor Best Motion Picture Screenplay en de London Film Critics Circle award voor British Screenwriter of the Year kreeg. Hij creëerde enkele Britse televisieseries en schreef mee aan episodes van televisieseries zoals Peaky Blinders  en The Detectives. Knight regisseerde in 2013 ook twee films waarvoor hij het scenario schreef, Hummingbird en Locke. Voor deze laatste won hij de British Independent Film Award in 2013 voor beste scenario en kreeg hij een nominatie voor de European Film Awards 2014, zowel voor regie als voor scenario.

## Filmografie
- Maria (2024 - scenario)
- Spencer (2021 - scenario)
- Taboo (televisieserie, 2017 – scenario)
- Seventh Son (2014 – scenario)
- The Hundred-Foot Journey (2014 – scenario)
- Locke (2013 – regie, scenario)
- Peaky Blinders (televisieserie, 2013-2022 – creatie, scenario, 6 seizoenen)
- Closed Circuit (2013 – scenario)
- Hummingbird (2013 – regie, scenario)
- Eastern Promises (2007 – scenario)
- Amazing Grace (2006  – scenario)
- Dirty Pretty Things (2002 – scenario)
- Who Wants to Be a Millionaire? (televisiequiz, 1998 – schrijver)
- The Detectives (televisieserie, 1993-1997, schrijver 13 episodes)